# Суспільне Черкаси
«Суспільне Черкаси» (Філія АТ «НСТУ» «Черкаська регіональна дирекція») — українська регіональна суспільна телерадіокомпанія, філія Національної суспільної телерадіокомпанії України, до якої входять однойменний телеканал, радіоканал «Українське радіо Черкаси» та діджитал-платформи, які мовлять на території Черкаської області.

## Історія

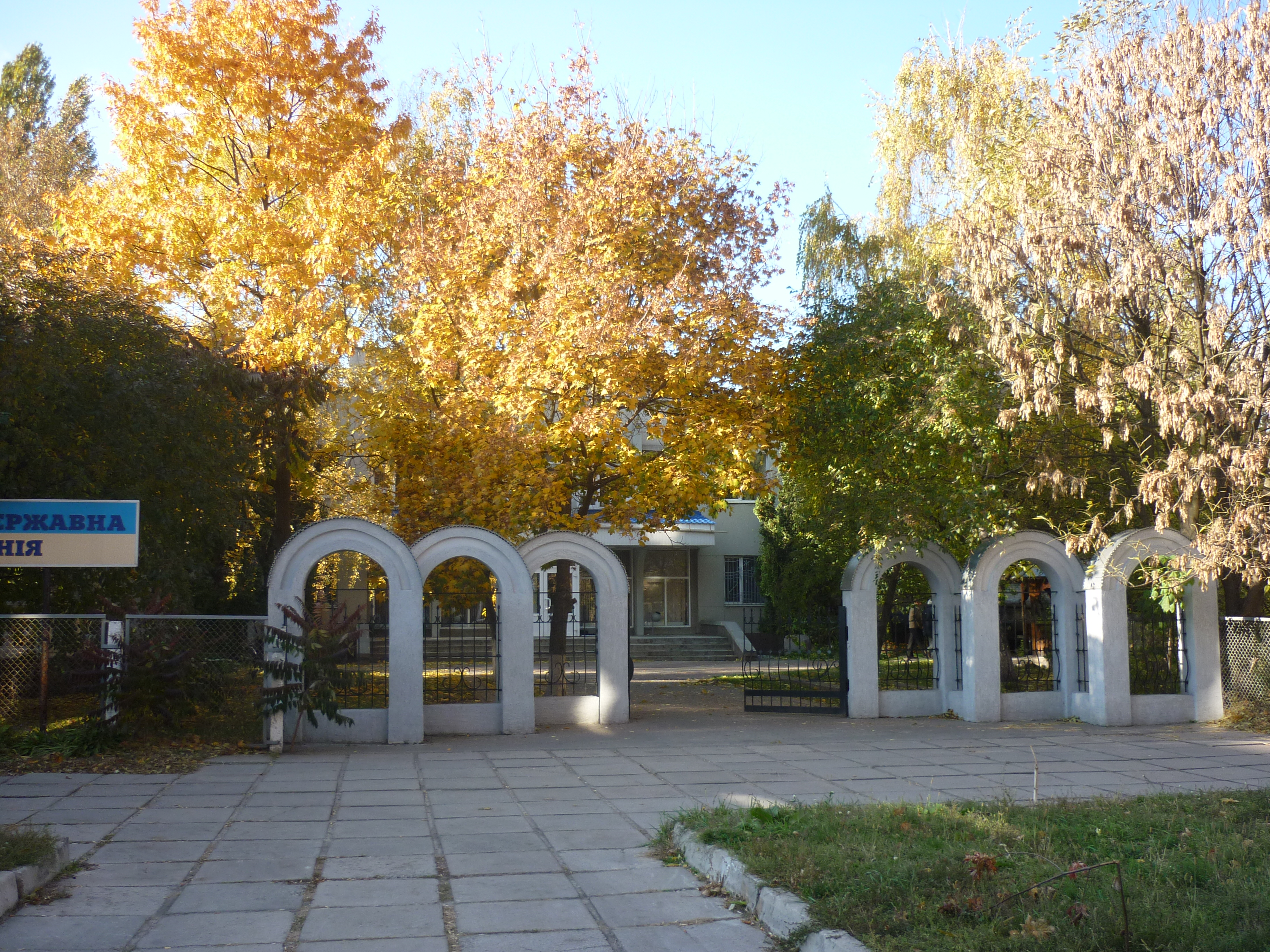
Головний офіс телерадіокомпанії

Черкаська обласна державна телерадіокомпанія працює з 1954 року. Телевізійна студія розпочала свою діяльність 14 лютого 1990 року. Своєму народженню вона завдячує колективу Черкаського виробничого об'єднання «Азот», що виступив спонсором. Саме 14 лютого в телеефірі Черкащини вийшло перше «Актуальне інтерв'ю» заслуженого журналіста України Леоніда Рябіщука з Першим секретарем обкому компартії Олександром Ружицьким на технічній базі «Інформвідео» Всесоюзної філії науково-дослідницького інституту техніко-економічних показників у хімічній промисловості. Це відбулося в телеефірі телеканалу УТ-1. Рік на цій же базі виходили в ефір експериментальні програми по 30 хвилин щосуботи.
Вже в березні 1990 року глядачам пропонувалися спецвипуски, присвячені виборам до місцевих рад народних депутатів, їх вела журналістка Катерина Таран. А вже з 1 лютого 1991 року було відкрито відділ телебачення при обласному телерадіооб'єднанні. Цього ж року восени студія почала називатись «Рось». Упродовж восьми років вона набула авторитету серед місцевого населення, вибившись у першість серед популярних каналів на 1998 рік. Слідом за нею йшли «Вікка» та «Студія-2».
2000 року телебачення Черкаської державної телерадіокомпанії щомісяця транслювало понад 130 годин телепродукції, із яких 50% власної. Щодня вона транслювала свій ефір на місцевому метровому телевізійному каналі та дециметровому УТ-3.
Зараз телерадіокомпанія є філією українського Суспільного мовлення — Національної суспільної телерадіокомпанії України.
25 жовтня 2018 року філія отримала назву «UA: Черкаси», замість «Рось».
17 липня 2018 року телеканал мовить у форматі 16:9.
23 травня 2022 року в зв'язку з оновленням дизайн-системи брендів НСТУ телерадіокомпанія змінила назву на «Суспільне Черкаси».
З 20 листопада по 18 грудня 2022 року телеканал філії транслював Чемпіонат світу з футболу 2022.

## Телебачення
«Суспільне Черкаси» — український регіональний суспільний телеканал, який мовить на території Черкаської області.

### Наповнення етеру
Етерне наповнення мовника — інформаційні, соціально-публіцистичні та культурно-мистецькі програми виробництва творчих об'єднань НСТУ та «Суспільне Черкаси».

#### Програми
- «Суспільне. Студія»
- «Суспільне Новини»
- «Суспільне Спорт»
- «Тиждень. Черкаси»

### Мовлення
Передача цифрового мовлення телеканалу відбувається в мультиплексі MX-5 (DVB-T2) у форматі 1080i 16:9 (HDTV). Трансляція мовника також доступна на сайті «Суспільне Черкаси» в розділі «Онлайн».

## Радіо
У Черкаській області НСТУ мовить на радіоканалі «Українське радіо Черкаси».

### Наповнення етеру

#### Програми
- «РадіоДень»

### Мовлення
- Буки — 106,9 МГц
- Тальне — 105,2 МГц
- Черкаси — 91,4 МГц
- Чигирин — 101,3 МГц
- Шпола — 105,6 МГц

## Діджитал
У діджиталі телерадіокомпанія «Суспільне Черкаси» представлена вебсайтом та сторінками у Facebook, Instagram, YouTube та Telegram. Крім того, на сайті «Суспільне Новини» є розділ про новини Черкащини.
Станом на лютий 2023 року сумарна авдиторія «Суспільне Черкаси» в соцмережах налічує понад 140 тисяч підписників.

## Логотипи
Телерадіокомпанія змінила 2 логотипи. Нинішній — 3-й за рахунком.
| Логотип | Опис                                            |
| ------- | ----------------------------------------------- |
|         | Логотип з 2000-них років до 24 жовтня 2018 року |
|         | Логотип з 25 жовтня 2018 до 22 травня 2022 року |
|         | Логотип з 23 травня 2022 року дотепер           |

### Хронологія назв
| Дата        | Назва               |
| ----------- | ------------------- |
| 2000-і—2018 | «Рось»              |
| 2018—2022   | «UA: Черкаси»       |
| з 2022      | «Суспільне Черкаси» |

## Покриття

Мапа покриття цифрового мовлення телеканалу «Суспільне Черкаси»
Мапа покриття радіоканалу «Українське радіо Черкаси»